# フィスカー・カルマ
カルマ（Karma ）は、アメリカ合衆国のフィスカー・オートモーティブが製造していた高級プラグインハイブリッドカー。

## 概要
開発に当たっては、アメリカ合衆国エネルギー省（DOE）の自動車製造先端技術インセンティブプログラムに基づく低利融資を受けて行われている。
アルミ素材を多用した1台100,000ドルを超える高級PHVとして、シボレー・ボルトやトヨタ・プリウスなどの量産車とは異なる製品コンセプトを持つ。車体製造はヴァルメト・オートモーティブに委託されて行われていた。
ハイブリッドシステムにはシリーズ方式を採用する。リチウムイオン電池に蓄電した電気を利用して走行できる距離は約80 kmであり、電池の残量が無くなると発電専用エンジンを稼働させて電気を得る。発電専用エンジンとして、ゼネラルモーターズ製の水冷直列4気筒、排気量2.0Lのガソリン直噴ターボエンジンが搭載される。
アメリカでは2011年、欧州では2012年に発売。1号車はレオナルド・ディカプリオに納車された。

## リコール等

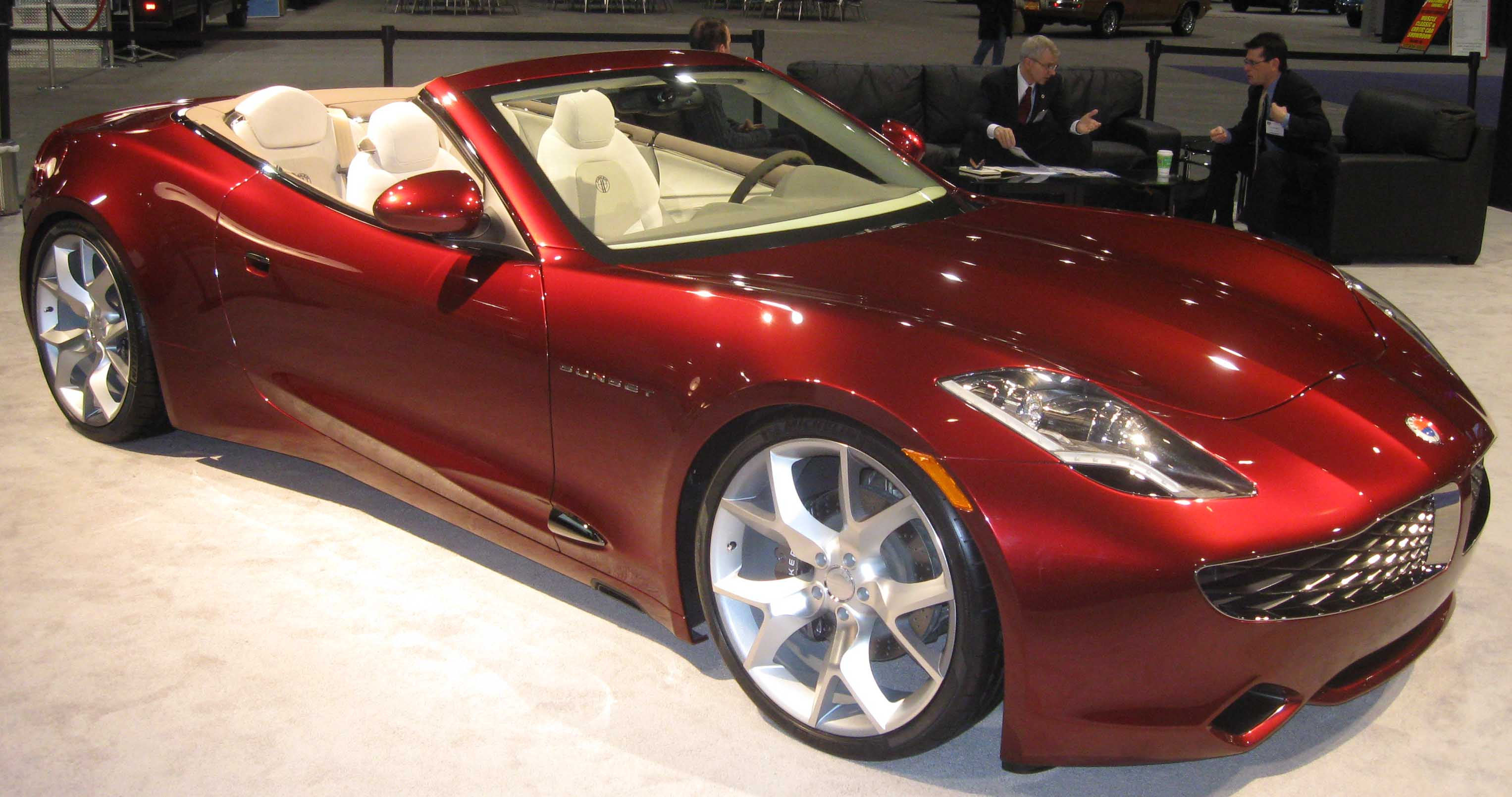
2012年の北米国際オートショーに出展されたフィスカー・サンセット・コンセプト

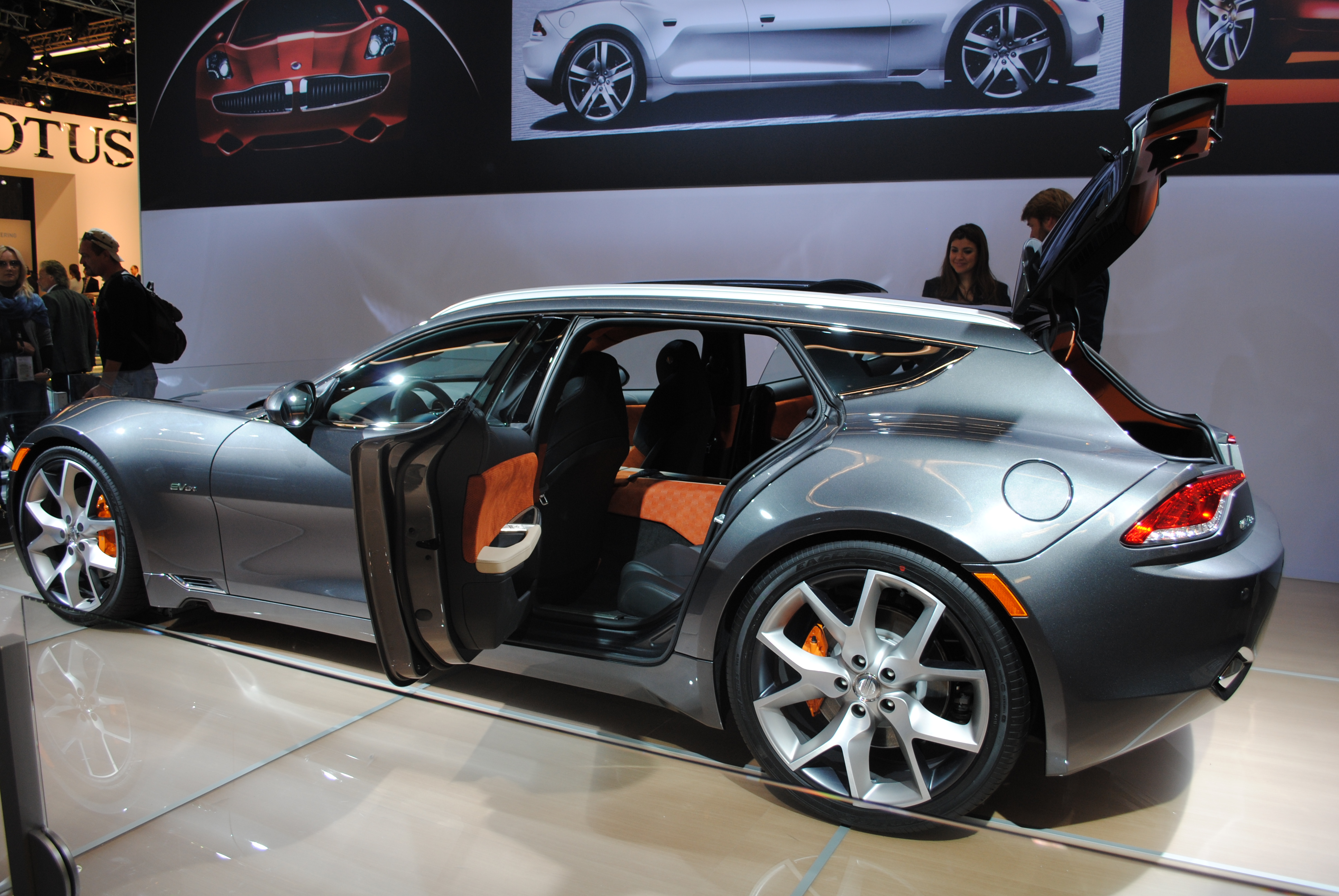
2011年のフランクフルトモーターショーに出展されたフィスカー・サーフ

発売早々、2台のカルマが炎上する事件があり、2011年11月には冷却水の漏出が原因でバッテリーが短絡する恐れがあるとして239台がリコールされている。
2012年3月にはコンシューマー・レポート誌のロードテスト中にバッテリーが故障して再始動できなくなるトラブルが発生した。この時のテスト車両は320kmも走っていない新車であり、実走試験に先だって行われていたスピードメーターの適正試験の後に始動不能となった。同誌はカルマを評して「我々は年間80台余りの新車を購入してテストしているが、チェックイン・プロセスの後に走行できなかった例は初めてである。」と酷評した。結局、同誌のテスト車両のトラブルはA123・システムズにおけるバッテリーの製造工程に問題があったとして、2012年5月時点で出荷済みの1,400台余りの車両全てが2度目のリコールの対象となった。また、2012年のハリケーン・サンディがニューヨークを襲った際に、少なくとも10数台のカルマが水没し、そのうち16台が炎上、爆発したことも報道されている。これらのトラブルの原因はA123・システムズが製造したリチウムイオン電池とされていたが、A123・システムズはフィスカーをはじめ4つの企業が製造した電気自動車の大量リコールにより5,500万ドルもの費用が発生するとともに製品の評価は下落。商談が破談になるなど致命的な打撃を受け、2012年に連邦倒産法11章を申請し、経営破綻した。
A123・システムズの破綻によりカルマの生産は5ヶ月に渡りストップし、その後も新たなバッテリー供給の目処は立たず、在庫分による製造を最後に2012年以降はカルマの新規製造は行われなくなった。カルマのバッテリー問題によりフィスカー社の資金繰りは極端に悪化し、DOEへの資金返済が滞り始める深刻な経営危機に直面した。煽りを食う形で2013年に発売が予定されていたカルマをベースにしたオープンカーであるフィスカー・サンセット、シューティングブレーク型ハッチバック車のフィスカー・サーフ、小型セダンのフィスカー・アトランティックなどの派生車両の販売計画は全て凍結された。

## フィスカー・オートモーティブの破綻
このような不備や不運が重なり、2013年にはフィスカー創業者でありカルマの開発者でもあったヘンリック・フィスカーが退任。2013年11月22日、フィスカー・オートモーティブは経営破綻した。
不良債権を含むフィスカーの資産を巡って競争入札が行われたが、李沢楷率いる香港のハイブリッド・テクノロジー・ホールディングスを抑え、中国最大手の自動車部品メーカーである万向集団が落札した。
その一方で、フィスカーの商標権は引き続きヘンリックが保持し続ける事となった。

## その後
破綻したフィスカーの資産は万向集団により買い取られたが、その中にはパワートレインが無い、俗にグライダー (自動車)と呼ばれる状態のカルマも含まれていた。ゼネラルモーターズ副会長のボブ・ラッツは、2013年に25台のグライダー状態のカルマを購入し、これにシボレー・コルベットのパワートレインである647馬力の6.2L V型8気筒のLS9型GM・スモールブロックエンジンと6速ATを搭載してリバッジしたVLF・デスティーノを同年の北米国際オートショーに出展した。ラッツはデスティーノを量産する目的でギルバート・ビジャレアルと共にVLオートモーティブを設立、万向集団から更に100台程のグライダー状態のカルマを購入してデスティーノの「生産」を行う事となった。VLオートモーティブは2014年に電気自動車メーカーのグリーンテック・オートモーティブと合併、2016年にはフィスカー創業者のヘンリックも経営に参画して社名を「VLF・オートモーティブ」に改め、デスティーノの完全な自社生産に乗り出す事となった。
ヘンリックは旧フィスカー社退任後にHFデザイン&テクノロジー社を設立、いくつかのカスタムカーやヨットの外装設計に関わっていたが、それと並行してノーベル物理学賞受賞者のアンドレ・ガイムやコンスタンチン・ノボセロフらとカルマでの失敗を参考に新しいバッテリーの研究開発を行っており、2016年に完全電気自動車を開発製造する新会社であるフィスカー・インクを設立した。新しいフィスカー社の電気自動車（フィスカー・エモーション）は、2017年よりVLF・オートモーティブ社が受託して生産が行われる予定である。
一方、万向集団はフィスカーと同時にA123の製造施設も買い取ってカルマの一貫生産体制を整えると、2015年にカルマ・オートモーティブを設立。2016年9月8日にカルマ・レベロの販売を開始した。カルマ・レベロは事実上フィスカー・カルマの販売再開であると見なされている。